# Josef Norén
August Josef Natanael Norén, född 14 oktober 1872 i Partille, död 6 mars 1936, var en svensk byggnadsingenjör, i huvudsak verksam i Stockholm.

## Biografi

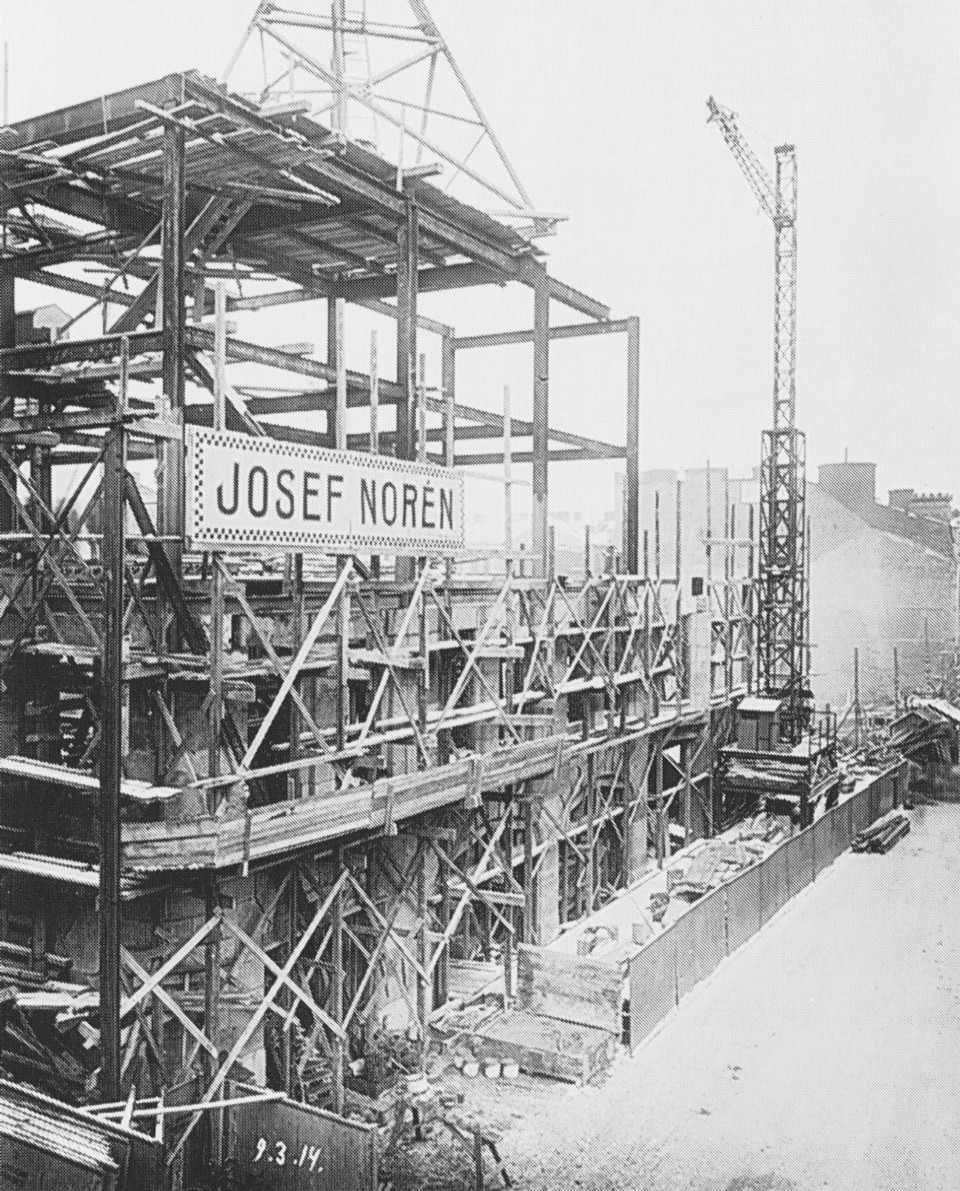
Stålstommen för varuhuset NK monteras, 1914.

Efter att ha genomgått byggnadsyrkesskola 1896–1898 var Norén anställd bland annat vid Ferdinand Bobergs arkitektkontor i Stockholm där han bland annat var ritare och kontrollant vid uppförandet av Centralposthuset i Stockholm 1898–1903. Han företog vidsträckta studieresor i USA och utförde bland annat Sveriges hus vid Världsutställningen i Saint Louis 1904. År 1905 erhöll han byggnadsrättigheter och ägnade sig därefter åt byggnadsverksamhet i Stockholm. 
Under hans ledning uppförda byggnader märks bland annat Ministerhotellet på Blasieholmen, Centralbankhuset vid Gustav Adolfs torg och NK Stockholm samt NK:s kontorshus vid Regeringsgatan. Norén var ledamot av Stockholms stadsfullmäktige för högerpartiet 1912–1920, av stadskollegiet och av fastighetsnämnden. Han hade stort inflytande på frågor rörande Stockholms bebyggelse. Norén är begravd på Sandsborgskyrkogården i Stockholm.

## Utmärkelser[4]
- Riddare av Nordstjärneorden
- Riddare av Vasaorden